# Barbara Buchholz

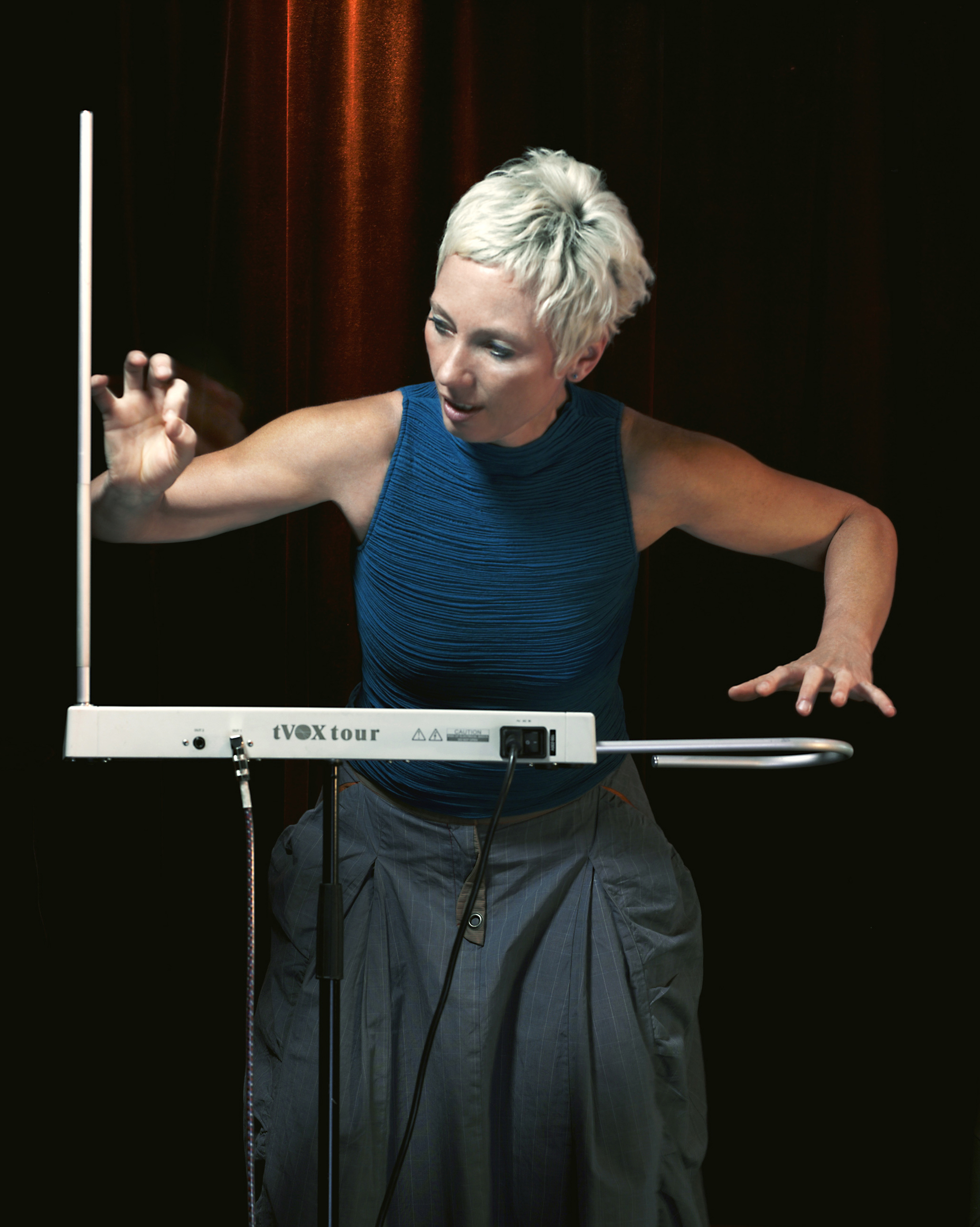
Barbara Buchholz spielt auf einem TVox von G.Pavlov. (2008)

Barbara Buchholz (* 8. Dezember 1959 in Duisburg; † 10. April 2012 in Berlin) war eine deutsche Bassistin, Live-Elektronikerin und Komponistin. Die zuletzt in Berlin lebende Musikerin zählte zu den weltweit renommierten Theremin-Spielern.

## Werdegang
Barbara Buchholz studierte Querflöte, Gitarre, Bass und Gesang an der Universität Bielefeld. Seit Beginn der 1980er Jahre arbeitete sie als vortragende Musikerin und Komponistin in interdisziplinären Projekten und im Bereich der Theatermusik. Im deutschen Frauen-Jazzorchester Reichlich weiblich machte sie sich einen Namen als Bassistin.
Ende der 1990er Jahre lernte sie Lidija Kawina kennen, die Großnichte des Theremin-Erfinders Lew Termen, und erlernte bei ihr in Moskau das Thereminspiel. Buchholz setzte das Theremin als vollwertiges Instrument innerhalb von Jazz, Improvisierter Musik und Neuer Musik ein. In zeitgenössischem Kontext entwickelte sie neue Klangmöglichkeiten und Spieltechniken. Sie produzierte Tap It Deep – „midifizierter“ Stepptanz und Musik, sowie Human Interactivity und Theremin: Berlin-Moskau.
Zusammen mit Lidija Kawina gründete Barbara Buchholz 2005 die Plattform Touch! Don’t Touch! für das Theremin in der Neuen Musik. Moritz Eggert, Michael Hirsch, Caspar Johannes Walter, Juliane Klein, Peter Gahn, Gordon Kampe und Sidney Corbett komponierten neben anderen für die beiden Thereministinnen und ihr Ensemble.
Im Bereich des Jazz und der Improvisierten Musik trat sie mit diversen Ensembles auf. Auf ihrem Album „Moonstruck“ (2008) wirkten die Jazzmusiker Arve Henriksen und Jan Bang mit; ab 2008 war Barbara Buchholz Mitglied der Jazz Big Band Graz, an dessen Album Urban Folktales (ACT) sie mitwirkte und mit der sie beim JazzFest Berlin 2010 konzertierte. Bei Auftritten mit ihrem Soloprogramm Theremin: Russia with Love ließ sich Barbara Buchholz vom Projektionskünstler Pedda Borowski unterstützen.

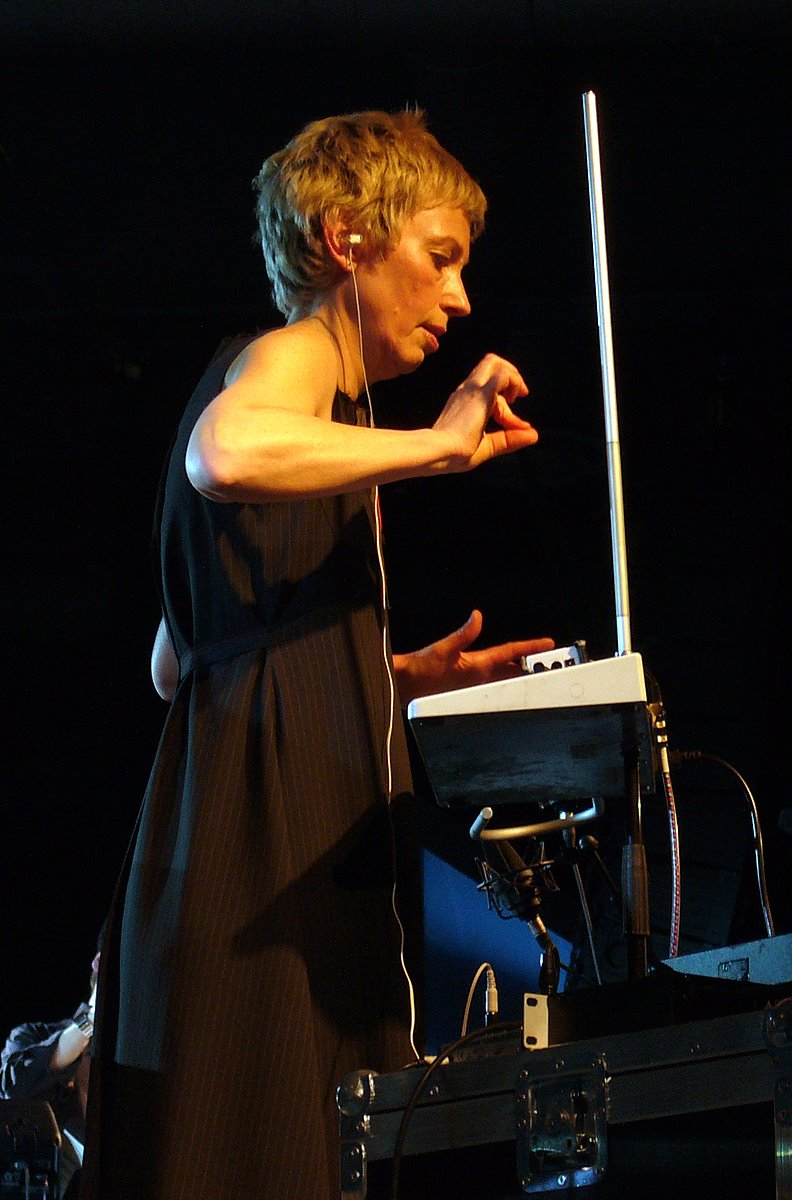
Barbara Buchholz bei der jazzahead in Bremen (2008)

In diversen zeitgenössischen Orchester-Werken spielte sie die Thereminstimme, unter anderem „Die kleine Meerjungfrau“, einem Ballett von John Neumeier mit Musik von Lera Auerbach, der Oper „Linkerhand“ von Moritz Eggert oder der „Bestmann-Oper“ von Alex Nowitz.
Barbara Buchholz trat 2009 bei der Talentshow Das Supertalent auf, wo sie das Theremin spielte und einem Millionenpublikum vorstellte. Sie erreichte mit ihrem Instrument das Halbfinale.
Barbara Buchholz starb am 10. April 2012 in Berlin nach einem langen Krebsleiden.

## Preise und Auszeichnungen
1989 war sie Preisträgerin bei der „Jazzszene NRW“ mit dem Duo Wilde Ehe spielen Jazz und 1995 erhielt sie einen Silbernen Amadeus beim Wettbewerb „Musik Kreativ“ für das Duo Blech, Bass und Bellaphonie mit der Aachener Klarinettistin Regina Pastuszyk. 1996 bekam sie den ersten Preis beim Jazz-Wettbewerb der Stadt Herford mit der Gruppe Tap It Deep. 1998 folgte ein zweiter Preis beim Kompositionswettbewerb für Jazz und Improvisierte Musik in Ostwestfalen-Lippe für das Trio der Zukunft mit Matthias Muche, Posaune und Frank Wingold, Gitarre. 2002 erhielt Buchholz einen Sonderpreis der Stadt Bielefeld beim Kompositionswettbewerb NRW für ihr interaktives Video-Musik-Projekt Waves mit dem Video-Filmer Zeha Schröder und dem Toningenieur Sascha Kramski. Ein Stipendium des Kultur-Ministeriums NRW 2003 ermöglichte ihr einen Arbeitsaufenthalt am Theremincenter Moskau. Am 8. Januar 2011 erhielt Barbara Buchholz den Westfalen-Jazzpreis auf dem Jazz-Festival Münster für ihre Neupositionierung des Theremins in der Musik.

## Diskografie (Auswahl)
- Touch! Don’t Touch! (2006; wergo), zusammen mit Lidija Kawina & Kammerensemble Neue Musik Berlin
- Theremin: Russia with Love (2006; intuition)
- Moonstruck (2008; intuition, mit Jan Bang, Tilmann Dehnhard, Ulrike Haage, Arve Henriksen, Alejandro Govea Zappino, Kammerflimmer Kollektief, Jan Krause, Susanna and the Magical Orchestra)